# Ziriabí
El Ziriabí es un plato de judías blancas ideado en Córdoba en la época del Al-Ándalus por el poeta y músico de origen kurdo denominado Ziryab en el siglo IX. Ziryab introdujo recetas de cocina y diversos refinamientos en el Califato de Córdoba. El guiso en su honor es un asado de judías (algunos autores mencionan habas) secas en salazón.